# Gheorghe Stratulat
Gheorghe Stratulat (ur. 13 marca 1976 w Telenești) – mołdawski piłkarz występujący na pozycji pomocnika.

## Kariera klubowa
Stratulat karierę rozpoczynał w 1992 roku w Zimbru Kiszyniów, grającym w pierwszej lidze mołdawskiej. W 1993 roku zdobył z nim mistrzostwo Mołdawii. W 1994 roku został zawodnikiem klubu MHM-93 Kiszyniów. W trakcie sezonu 1995/1996 odszedł stamtąd do Nistru Otaci, a na początku 1998 roku przeszedł do rumuńskiej Politehniki Timișoara, grającej w drugiej lidze. Po sezonie 1997/1998 wrócił jednak do Nistru.
W 1999 roku Stratulat przeniósł się do ukraińskiego Dnipro Dniepropietrowsk i grał tam do 2000 roku, a potem występował w rosyjskiej Ałaniji Władykaukaz, z której odszedł w 2001 roku. Następnie, w sezonie 2004/2005 był zawodnikiem Tiligulu Tyraspol. W 2005 roku przeszedł stamtąd do irańskiego Zob Ahan Isfahan, gdzie występował przez dwa sezony. Ostatnim klubem w karierze Stratulata był Szardari Bandar-e Abbas, gdzie w 2008 roku zakończył karierę.

## Kariera reprezentacyjna
W reprezentacji Mołdawii Stratulat zadebiutował 6 czerwca 1998 w przegranym 1:5 towarzyskim meczu z Rumunią. W latach 1998–2001 w drużynie narodowej rozegrał 15 spotkań.